# TSV Moselfeuer Lehmen
Turn- und Sportverein Moselfeuer Lehmen ist ein Fußballverein aus Lehmen im Landkreis Mayen-Koblenz.

## Geschichte
Am 3. August 1912 versammelten sich im Gasthaus Remy 24 aktive Turner, Turnfreunde und Zöglinge und gründeten den Turnverein Lehmen. Erst gut 20 Jahre später, am 22. Januar 1933 wurde innerhalb des Turnvereins ein Fußballclub gegründet.
In der Nachkriegszeit wurden alle Turnvereine verboten. Deshalb nannte sich 1948 der wieder auflebende Verein „Sportverein Lehmen“. Zwei Jahre später nahm der Fußball eine immer bestimmendere Bedeutung an. 1953 konnte die Meisterschaft in der 2. Kreisklasse Untermosel gefeiert werden.
Der Fußballsport findet immer mehr Anhänger, sodass für die neue Saison die erste Jugendmannschaft gemeldet werden kann. Wegen Unkameradschaft musste sich 1958 die 1. Mannschaft vom Spielbetrieb zurückziehen.
Im Jahr 1963 konnte der neue Sportplatz eingeweiht werden und ein Jahr später mit Klaus Wahner der erste lizenzierte Trainer für Fußball angestellt werden. 1968 wurde das Team, mittlerweile unter dem neuen Trainer Helmut Michael, wieder Meister in der 2. Kreisklasse und schaffte damit den Aufstieg.
Nach der Neueinteilung der Klassen 1977 stieg die Mannschaft in A-Klasse auf. 1980 wurde das erfolgreichste Jahr in der Vereinsgeschichte. Unter der Leitung ihres Trainers Erwin Henn wird die 1. Mannschaft Kreismeister und steigt damit in die Bezirksklasse auf.
Weit in den Schatten gestellt wird diese Meisterschaft von den Erfolgen der Mannschaft im Pokalwettbewerb. Das Team qualifiziert sich für die Endrunde im DFB-Pokal 1980/81. In der 1. Runde traf sie auf die Profimannschaft von Kickers Offenbach. Obwohl das Spiel in Plaidt mit 15:1 für den fünf Klassen höher spielenden Verein endet, wird dieser Tag zum absoluten Höhepunkt für Spieler und Mitglieder.
Jedoch konnte der Verein nicht an die vorangegangenen Jahre anknüpfen und stieg 1982 aus der Bezirksklasse ab und drei Jahre später wieder auf. In den Folgejahren ging es bis auf die 2. Kreisklasse herunter.
Seit 2007 spielt die Fußballabteilung als SG Löf/Lehmen/Hatzenport, nachdem sie mit dem SV Hatzenport-Löf eine Spielgemeinschaft eingegangen ist.